# U20-Europamästerskapet i handboll för herrar 2006
U20-Europamästerskapet i handboll för herrar 2006, arrangerat av EHF, var en handbollsturnering för herrjuniorlandslag med spelare födda 1986 eller senare. Mästerskapet spelades i Innsbruck, Österrike, under perioden 10–19 augusti 2006. Segrade gjorde Tyskland efter finalseger över Sverige.

## Statistik

### Slutplaceringar
| 1. Tyskland U21               |
| 2. Sverige U21                |
| 3. Danmark U21                |
| 4. Serbien och Montenegro U21 |
| 5. Vitryssland U21            |
| 6. Slovakien U21              |
| 7. Kroatien U21               |
| 8. Slovenien U21              |
| 9. Spanien U21                |
| 10. Frankrike U21             |
| 11. Polen U21                 |
| 12. Norge U21                 |
| 13. Österrike U21             |
| 14. Tjeckien U21              |
| 15. Lettland U21              |
| 16. Estland U21               |

### All-Star Team
- Målvakt:  Johan Sjöstrand
- Vänstersexa:  Uwe Gensheimer
- Vänsternia:  Mikkel Hansen
- Mittnia:  Martin Strobel
- Mittsexa:  Henrik Toft Hansen
- Högernia:  Sjarhej Shylovitj
- Högersexa:  Ivan Čupić

- Mest värdefulla spelare (MVP):  Žarko Šešum